# NGC 5655
NGC 5655 ist eine Spiralgalaxie vom Hubble-Typ Sc im Sternbild Bärenhüter und etwa 234 Millionen Lichtjahre von der Milchstraße entfernt. 
Sie wurde am 4. April 1831 von John Herschel entdeckt.
Die meisten modernen Kataloge weisen dieser Galaxie jedoch die Nummer NGC 5649 zu. Dies ist auf einen Fehler in der Positionsangabe für NGC 5649 zurückzuführen, die Wilhelm Herschel bei deren Beobachtung im Jahr 1787 unterlief.